# Oljkov livkar
Oljkov livkar (znanstveno ime Omphalotus olearius) je gliva iz rodu livkarjev (Omphalotus).

## Značilnosti
Klobuk je širok od 3 do 13 cm, mesnat, trd, najprej izbočen, nato odprt in na sredini izbočen, v starosti globoko ugreznjen in lijakast. Je sijoče rumene, oranžne do rdečerjave barve, z vdelanimi rdečkastimi vlakni. Rob je dolgo podvit. V starosti površina rada razpoka.
Lističi so ozki, gosti in se na dolgo spuščajo po betu. Včasih so viličasto razcepljeni. Najprej so zlato rumene barve, kasneje postanejo oranžni.
Bet je visok od 5 do 15 cm in debel od 0,5 do 2 cm. Proti dnu je tanjši in skoraj vedno ekscentričen glede na klobuk, poln, pri dnu je navadno spojen z drugimi beti gob, ki rastejo v šopku. Je vlaknat in oranžne do rdeče rjave barve.
Meso je rumenkasto do oranžno, žilavo, vzdolžno vlaknato. Ima vonj po lesu in neznačilen okus.
Meso in lističi se v stiku s sulfovanilinom takoj obarvajo rdeče vijolično in nato potemnijo, v stiku z amonijakom pa postanejo zeleni.
Je bioluminiscentna. Lističi svežih gob oddajajo šibko modro zeleno svetlobo, ki jo je mogoče opaziti ponoči, ko se oko prilagodi na temo. To je posledica encima imenovanega luciferaza, ki deluje na spojino, imenovano luciferin. Mehanizem je podoben kot pri kresnicah.

## Razširjenost in življenjski prostor
Raste poleti in jeseni kot zajedavec ali saprofit v šopih na štorih različnih listavcev, najpogosteje oljkah, hrastih, kostanjih ali bukvah. Rad ima toplejša rastišča, pogost je v sredozemskih območjih.

## Mikroskopske značilnosti
Trosni prah je svetlo rumen. Trosi so skoraj okrogli in merijo 4,4–5,9 x 4–5,6 μm.

## Podobne vrste
- junonina plamenka (Gymnopilus junonius) ni tako svetlečih barv in ima obroček na betu
- ohlapni kolesnik (Paralepista flaccida) ne raste neposredno na lesu
- navadna lisička (Cantharellus cibarius) je manjša in ima žilasto trosovnico

## Uporabnost
Strupena. Tako kot tudi druge vrste livkarjev vsebuje toksina muskarin in iludin S. Čeprav ni smrtonosna, uživanje te gobe povzroči zelo hude želodčne krče, bruhanje in drisko.

## Galerija slik
- Ilustracija
- lijasti klobuki
- lističi in bet
- bioluminiscenčni lističi
- trosi